# 태풍 완다 (1956년)
태풍 완다 (Typhoon Wanda)는 1956년에 북서태평양에서 발생한 제6호 태풍이다. 5등급의 슈퍼 태풍(SSHS)이다. 중국에 심각한 피해를 남겼다.

## 같이 보기
- 태풍
- 중국의 태풍